# 믹 테일러
마이클 케빈 "믹" 테일러(영어: Michael Kevin "Mick" Taylor, 1949년 1월 17일 ~ )는 잉글랜드의 음악가로, 롤링 스톤스의 전임 멤버이다. 존 메이올 & 더 블루스브레이커스의 멤버였다.